# Kornica
Kornica je naseljeno mjesto u sastavu općine Bosanski Šamac u Republici Srpskoj u Bosni i Hercegovini.

## Zemljopis
Kornica se nalazi na sjeveru Bosne i Hercegovine samo 15 kilometara od rijeke Save (granica s Republikom Hrvatskom). Pripada općini Bosanski Šamac. S istočne strane graniči sa srpskim selom Gornja Slatina, a sa zapadne strane s hrvatskim selima Čardak i Kladari Donji u općini Modriča. Na južnoj strani na oko 15 km nalaze se planina Trebave, a to su opet obronci planine Majevice. Tamo se nalazi selo Skugrić.
Kroz selo protječe rijeka Tolisa koja izvire u selu Tolisa u brdu iznad Modriče, a ulijeva se u rijeku Savu u selu Tolisa u Oraškoj općini. U rijeku Tolisu kod groblja se ulijeva mala rječica Korničica koja dolazi s južne strane od sela Ledenice.
Selo se prostire na 7 396 706 metara kvadratnih i na nadmorskoj je visini od 86 metara. Prema zadnjem je popisu stanovništva 1991. godine selo imalo 192 kuće u kojima je živjelo 882 stanovnika.

## Stanovništvo
| Kornica            |               |               |               |
| godina popisa      | 1991.         | 1981.         | 1971.         |
| Hrvati             | 802 (96,62 %) | 795 (95,55 %) | 809 (98,77 %) |
| Srbi               | 8 (0,96 %)    | 7 (0,84 %)    | 9 (1,09 %)    |
| Muslimani          | 1 (0,12 %)    | 0             | 0             |
| Jugoslaveni        | 2 (0,24 %)    | 17 (2,04 %)   | 1 (0,12 %)    |
| ostali i nepoznato | 17 (2,04 %)   | 13 (1,56 %)   | 0             |
| ukupno             | 830           | 832           | 819           |

## Grb Kornice
Grb je simbolički znak kao obilježje jednog naselja, grada, oblasti, regije ili države. Štit kao podloga karakteristika je većine grbova hrvatskih mjesta, obitelji u dalekoj prošlosti (što se može vidjeti u najvećoj zbirci grbova u Franjevačkom samostanu u Fojnici).
Ovim grbom predstavlja se više oblasti koje bitno obilježavaju Kornicu.
Gornje polje predstavlja etnos ili većinsku etničku pripadnost (pripadnost hrvatskom narodu) s nazivom Corenita kojim se koristilo 1648. godine.
U unutrašnjosti štita nalazi se još jedan štit koji je podijeljen na tri dijela. Korničani su uglavnom bili ratari i stočari te su bili poznati po lovu i zanatskim radovima, a ponajviše po kolarstvu, zidarstvu i tesarstvu.
- Gornje polje unutarnjeg štita predstavlja vjersku pripadnost kršćanstvu, to jest katoličanstvu. Ujedno je i crkva najviše zaslužna za opstanak Hrvata u Kornici.
- Donje lijevo polje simbolizira današnji geografski položaj i izvorno gospodarsko značenje. Plava vijugava crta označava rijeku Tolisu. Snop pšenice simboliziraju plodnost tog dijela posavske ravnice, krava simbolizira stočarstvo jer je svako domaćinstvo imalo ili kravu ili neku drugu vrstu stoke, a jelen predstavlja lov i područje bogato divljači.
- Donje desno polje simbolizira zanatske radove po kojima je također Kornica bila poznata,to jest u Kornici su se nalazili jako cijenjeni kolari, tesari i zidari.

U donjem se polju nalazi današnji naziv Korenice.

## Lovačka sekcija „Fazan” Kornica
Lovačka sekcija „FAZAN” Kornica udruženje je koje ima tradiciju bavljenja lovom i lovstvom još od 1970. godine.
Od svojeg je osnutka lovačka sekcija aktivno radila na unapređenju i zaštiti lovstva, ali zbog ratnih zbivanja na tom području sekcija je 1991. godine prestala s aktivnostima da bi se, na inicijativu mještana sela Kornice, s 14. lovaca ponovno osnovala 2011. godine.
Prema tipu lovišta prostor na kojem lovi ova lovačka sekcija pripada niziskim lovištima i nalazi se na nadmorskoj visini od 86 metara i prostire na oko 5 hektara.
Lovište je podijeljeno je na tri lokacije koje su bogate raznom divljači.

Vrste divljači koje su najzastupljenije u ovom lovištu jesu:
- srneća divljač
- divlji zec
- fazan
- poljske jarebice
- divlje patke
- divlje svinje
- lisice
- kune
- prepelice

Cilj lovačke sekcije „Fazan” Kornica ostao je isti:
1. unaprijediti lovstvo
2. sačuvati i uzgajati divljač
3. očuvati prirodne ljepote i životno okruženje.

## Povijest
Ne zna se, a nije nigdje ni zapisano, odakle je selo dobilo ime, a nitko ni ne pamti odakle su se doselili prvi mještani Kornice.
O starosti sela svjedoče nadgrobni spomenici na groblju, to jest stari stećci. Tu su se se nekada ukopavali mrtvi i iz susjednih sela, to jest iz Čardaka i Ledenica te sve do Gradačca, a njima i danas dolaze na grobove njihovi potomci.

### Srednjovjekovna Bosna
Hrvati na prostor današnje Bosanske posavine doseljavaju u VII. stoljeću, 626. godine poslije Krista. Tijekom sedmog i sljedećih stoljeća Slaveni asimiliraju zatekle Ilire i Rimljane, primaju kršćanstvo te, uz razvitak vlastite kulture i umjetnosti, oblikuju političke institucije i, konačno, vlastitu državu. Stanovništvo srednjovjekovne bosanske države je bilo slavensko, po svojim etničkim i vjerskim značajkama pripadajući istom etničkom supstratu kao i Hrvati. Osim samoga spomena hrvatskoga imena, to se vidi u mnogobrojnim etno-kulturnim obilježjima, kao što su jezik (čakavstina i štokavska ikavica, te zapadna ijekavština, što su sve karakteristike hrvatskoga jezika), glagoljsko i zapadnoćirilsko pismo (tzv. bosančica ili hrvatska ćirilica) kojim su pisane isprave, djela vjersko-nabožnog i umjetničkog sadržaja, a koje je istovjetno hrvatskoj ćirilici koja se rabila u Dalmaciji i sjevernohrvatskom primorju, pripadnost zapadnom civilizacijskom krugu, što se očituje u zapadnom katoličkom kršćanstvu, te umjetničkim oblicima zapadne provenijencije (Romanika). 
Politički, većina je sadašnje Bosne i Hercegovine (uz kratke intervale, kao za vrijeme srpskog župana Časlava Klonimirovića ), pripadala hrvatskoj državi, bilo za vrijeme hrvatskih narodnih vladara Trpimirovića (IX. - XII. stoljeće), bilo kao dio Hrvatsko-ugarskog kraljevstva. Jedan od simbola političkih veza Hrvatske i Bosne je i titula "ban", koju su bosanski vladari nosili od najranijih vremena, a koja je isključivo hrvatska politička titula. Svi bosanski kraljevi su bili katolici, i često (ne uvijek) se nalaze u rodoslovima hrvatskih dinastija. Kulturna strujanja, pogotovo za vrijeme posljednjih 150 godina predosmanske Bosne, sve su više isticala te značajke, tako da najznačajnija djela bosanske umjetnosti i pismenosti čine u Splitu nastali umjetnički rukopisi Hrvojev misal i Hvalov zbornik, iluminirani vjerski tekstovi stvoreni po narudžbi splitskog hercega i bosanskoga vojvode Hrvoja Vukčića Hrvatinića, te romanički zvonik i portal u Jajcu.

### Osmansko Carstvo
Tijekom osmanskog razdoblja i intenzivnog ratovanja, koje je trajalo oko 300 godina, Hrvatska je izgubila preko polovice stanovništva (raseljavanje, ratni gubitci, odvođenje u tursko sužanjstvo, epidemije, islamizacija), no, uspjela je zadržati svoju vezu sa zapadnom Europom (hrvatska renesansna i barokna književnost najbogatija je literatura toga razdoblja kod bilo kojega slavenskog naroda), a hrvatski narod u Bosni i Hercegovini je od većinskog postao progonjena manjina (smatra se da je, osim muslimana, broj pravoslavnih nadišao broj katolika nakon invazije princa Eugena Savojskog, tijekom koje je 1697. spaljeno Sarajevo). Domaće islamizirano stanovništvo, kao i doseljeno pravoslavno, tijekom tog razdoblja imalo je svoju odvojenu kulturnu, povijesnu i nacionalnu sudbinu. 
Godine 1524. dolazi do najžešćega progona katolika u Bosni i Hercegovini. Te su godine srušeni franjevački samostani u Kraljevoj Sutjesci, Visokom, Fojnici, Kreševu i Konjicu, a nešto kasnije i u Mostaru. Drži se da je u takvim i sličnim okolnostima nekoliko stotina tisuća Hrvata katolika prešlo na islam. Godine 1528. Turci su osvojili Jajce i Banju Luku i tako u potpunosti uništili hrvatsku obrambenu liniju na Vrbasu. Tada je Hrvatska spala na 37.000 četvornih kilometara površine. Od sredine XVIII. stoljeća turska vlast u Bosni i Hercegovini stagnira, a u post-napoleonskom razdoblju rapidno opada, jer je Osmansko Carstvo iscrpilo demografske, civilizacijske i druge rezervoare za vojno-teritorijalnu ekspanziju, a Habsburška monarhija je, kao i većina Zapada, demografski, tehnološki i civilizacijski doživjela uspon i rast, čime su stvoreni preduvjeti za okupaciju Bosne i Hercegovine, koja se i dogodila 1878. godine.

## Župa Kornica
Spominje se prigodom posjeta biskupa Marijana Maravića 1648. godine koji se razbolio u Modriči i Tramošnici, a kad je ozdravio ponovno je krenuo po biskupiji pa je 19. srpnja 1649. došao u župu „Corenita” (Kornica), a odavde je otišao u „Baricki”, župu Brčko. Poslije ovoga došao je u župu Bijela i opet 23. srpnja 1649. u Tremošnicu za koju ovaj put piše da pripada samostanu u Gradovrhu, ali zapravo je pripadala samostanu u Modriči. 
Za vrijeme pohoda biskupa Maravića 1655. su godine samostanu u Modriči pripadale ove četiri župe: Modriča, Crkvište (Crkvina), Tremošnica i Bastić. 
Kasnije, 1673. i 1675., u svojem pohodu biskup Nikola Olovčić-Ogramić nije spomenuo Bastić, ali 1673. godine nabraja župe koje pripadaju samostanu u blizini Modriče i broj vjernika u njima. Župa Crkvište (Crkvina) imala je 1915 duša, Tremošnica 6300 duša, a Kornica 1418 duša. 
Biskup izvještava o naglom nestajanju katoličkog pučanstva s ovih prostora zbog iseljavanja i apostazije. Premda je katolicizam u Posavini u to vrijeme podnio teške udarce, ipak je u preostalih sedam župa bilo još 20 234 katolika. (Fermendžin, Acta Bosnae, 374-5.). Dekretom kongregacije za propagandu vjere iz 1801. Tramošnica je pretvorena u župu, biskup fra Grgo Ilijić Varešanin Garevo je 1803. proglasio samostalnom kapelanijom.
Biskup fra Augustin Miletić donosio je u svojem izvješću iz 1813. popis mjesta, kuća i broj žitelja po selima koji su pripadali kapelaniji Garevo. U sastavu kapelanije bila su mjesta: Garevo (70 kuća: 350 odraslih i 200 djece), Kladari, Hasić Donji i Gornji, Tišina, Prud, Kornica, Čardak, Živkovo Polje, Dobrinja, Riječani, Kužnjača i Oteža. Tako je bilo do 1820. godine.
Godine 1848. osnovana je kapelanija Tišina (Župom se proglašava 1858.) kojoj će pripasti i sela Garevačke župe Prud, Gornji i Donji Hasić.
Muslimani su 1862. i 1863. godine, protjerani s područja Užica i Šapca zbog sukoba Srba i Turaka, naselili područja Bosanskog Šamca. Hrvati su prihvatili prognanike na svoja područja, ali ipak su protjerani sa svojih ognjišta, jedni prema današnjim Tišinama, a drugi na lijevu stranu rijeke Bosne.
Isprava kojom se svjedoči da je Petar Ivanović prodao gvardijanu fra Matiji Korničaninu grobnicu pred velikim oltarom u Fojnici. Izvornik se nalazi u arhivi franjevačkog samostana u Fojnici:
„1532. 15. ožujka. Nekae naznae svakome čoviku koibi vidio aliti što (čitao) ovo pismo aliti škripta kako ia Petar Ivanović prodah prid velikim fratrom grobnicu Božiem sluzi ocu fra Matiu Korničaninu gvardianu tada i ostalim fratrom po am (osam) aspri, i uzeh ove rečene aspre od fra Matia Korničanina rečenoga gvardiana da doposlitka nitko neima zanu posla. I zaveće verovanie svidoči od izdal koise pod pišu dasu vierovani. Ia fra Grgur Dumhanin pisah po mobi (molbi) Petra Ivanovića. Ia Petar Đuriević iesam sviedok gornemu pismu. Ia Filip Barinić sviedok gornemu pismu. Ia Pilip Tomković sviedok gornemu pismu.

## Šport
- NK Dinamo Kornica

## Vanjske poveznice
- kornica..de  Arhivirana inačica izvorne stranice od 25. veljače 2008. (Wayback Machine)
- kornice.de, Povijest Kornice  Arhivirana inačica izvorne stranice od 20. travnja 2012. (Wayback Machine)
- Kornica, facebook stranica